# Hydroniem
Een hydroniem (van het Griekse hudor; "water" en onuma; "naam") is een toponiem dat betrekking heeft op waterlopen als bijvoorbeeld rivieren, meren, zeeën, golven en zeestraten. Hydronymie is de studie van hydroniemen, van de wijze waarop waterbekkens hun naam verkrijgen en hoe die namen worden overgedragen door de geschiedenis.
Hydroniemen leiden in de taal vaak een erg conservatief bestaan: opeenvolgende volkeren handhaven vaak de naam van een waterbekken. In Rusland gebeurde dit bijvoorbeeld bij veel rivieren, waarvan de naam werd overgenomen van de daar woonachtige volken of van de volken die hen overheersten. In Amerika werd de naam Mississippi overgenomen van de Inheemse Amerikanen door de huidige dominante bevolkingsgroep.
Onder de Indo-Europese talen kunnen hydroniemen uit verschillende talen toch een gezamenlijke etymon delen. De rivieren Donau, Don, Dnjestr, Dnjepr en Severski Donets (of Donets) bevatten bijvoorbeeld allemaal het Proto-Indo-Europese (Scytische) (*danu-), (IEW 175), dat "rivier" betekent. In het moderne Ossetisch betekent don nog steeds "rivier" of "water".

## Voorbeelden
- Aa
- Maar
- Tocht
- Pijp

## Externe bron
- Rob Rentenaar, Het water en zijn namen